# Mastaba de Seberquerés
Mastaba de Seberquerés ou Xepsescafe, chamada em árabe Mastabate Alfiraune (em árabe: مصطبة الفرعون), é o monumento-túmulo do antigo rei egípcio Seberquerés, o último rei da quarta dinastia. Está localizado ao sul de Sacará, a meio caminho entre a pirâmide de Djoser e as pirâmides de Seneferu, o fundador da quarta dinastia, em Dachur. A estrutura está localizada perto da pirâmide de Pepi II, um governante da sexta dinastia. A pedreira de onde foram retiradas as pedras para a construção da estrutura está localizada a oeste da Pirâmide Vermelha.